# The Yellow Handkerchief
The Yellow Handkerchief (El pañuelo amarillo) es una película estadounidense de 2008, protagonizada por Kristen Stewart, William Hurt y Eddie Redmayne. Se trata de un remake de la película El pañuelo amarillo de la felicidad dirigida por Yôji Yamada en 1977. Se estrenó el 18 de enero de 2008  en el Festival de Cine de Sundance.

## Argumento
Brett, un exconvicto, realiza una aventura en coche con dos jóvenes desconocidos: Martine, una chica que busca el amor; y Gordi, un joven inseguro de sí mismo. Brett entablará una fuerte relación con ambos, a los que les irá develando poco a poco las razones de su encarcelamiento

## Reparto
- William Hurt como Brett.
- Kristen Stewart como Martine.
- Maria Bello como May.
- Eddie Redmayne como Gordy.